# Ptasi Schron
Ptasi Schron – jaskinia w Dolinie Kościeliskiej w Tatrach Zachodnich. Ma dwa otwory wejściowe znajdujące się w Wąwozie Kraków, w dolnej części Płaśni między Progi, w pobliżu odgałęzienia Żlebu Trzynastu Progów, na wysokości 1305 metrów n.p.m. Jaskinia jest pozioma, a jej długość wynosi 8 metrów.

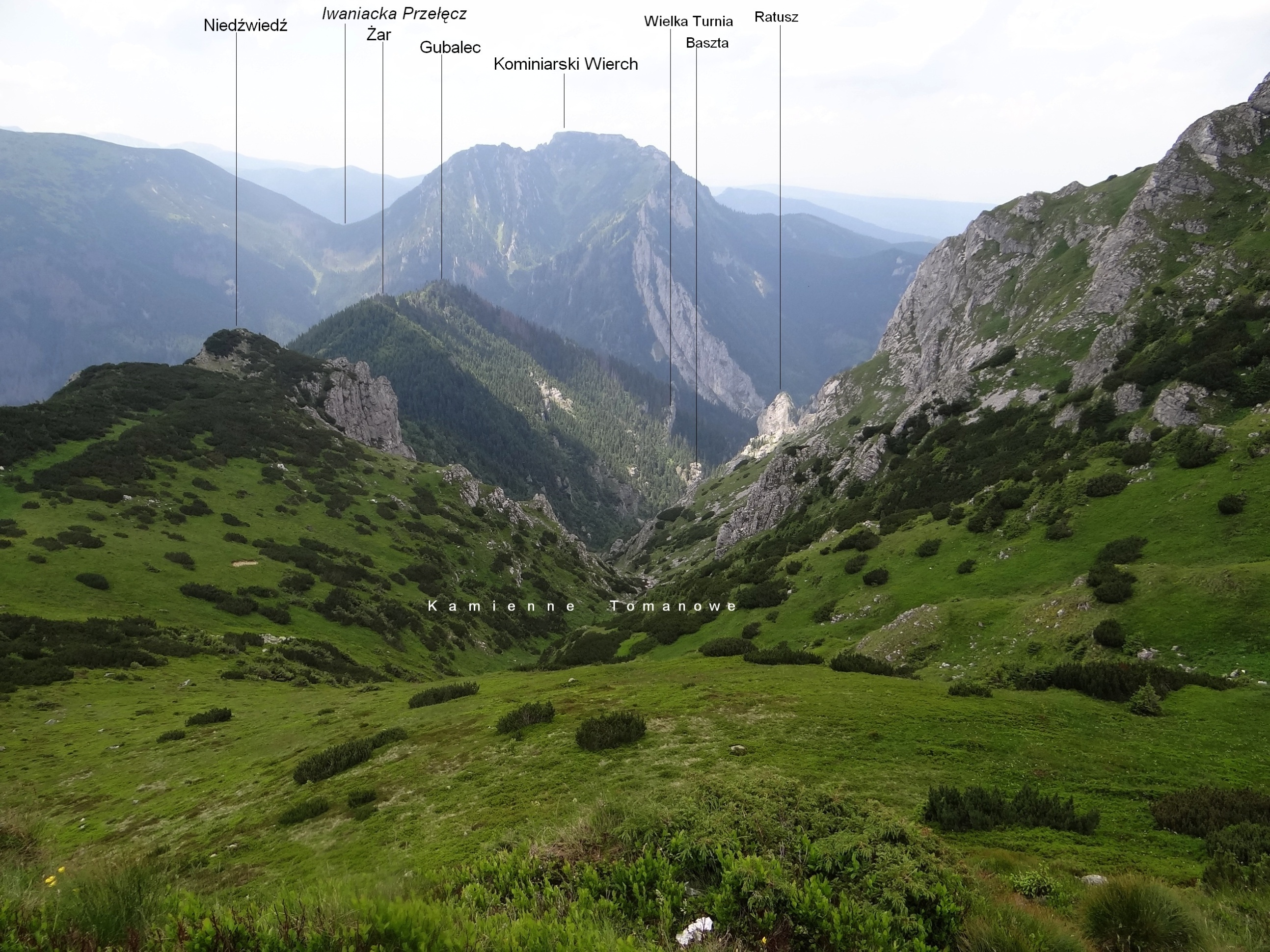
Widok na górną część Wąwozu Kraków

## Opis jaskini
Jaskinię stanowi poziomy korytarz zaczynający się w niewielkiej sali przy otworze większym (wschodnim), który zakręca w prawo i dochodzi do otworu mniejszego (zachodniego). W pobliżu położonych obok siebie otworów znajduje się jeszcze krótki i ciasny korytarzyk łączący je ze sobą.

## Przyroda
W jaskini brak jest nacieków. Ściany są wilgotne, rosną na nich mchy, glony i porosty. 

## Historia odkryć
Jaskinia była znana od dawna. Pierwszy jej plan i opis sporządzili E. Kuźniak, P. Herzyk oraz R. i R. M. Kardasiowie w 1977 roku. Przy jednym z otworów znaleźli ptasie gniazdo, stąd nazwa jaskini.